# Witkopduif
De witkopduif (Columba leucomela) is een vogel uit de familie van duiven (Columbidae).

## Verspreiding en leefgebied
Deze soort is endemisch in het oosten van Australië.